# Lahontan
Pour les articles homonymes, voir Lahontan.
Lahontan (en béarnais Lahontan ou Lahountâ) est une commune française, située dans le département des Pyrénées-Atlantiques en région Nouvelle-Aquitaine.

## Géographie

### Localisation
Lahontan est située sur la rive gauche du gave de Pau. Elle est limitrophe du département des Landes.

### Communes limitrophes
Les communes limitrophes sont  Bellocq, Carresse-Cassaber, Habas, Labatut, Puyoô, Saint-Cricq-du-Gave, Salies-de-Béarn et Sorde-l'Abbaye.
| Labatut (Landes)             | Habas (Landes)    | Puyoô           |
| Saint-Cricq-du-Gave (Landes) | Lahontan          | Bellocq         |
| Sorde-l'Abbaye (Landes)      | Carresse-Cassaber | Salies-de-Béarn |

### Hydrographie

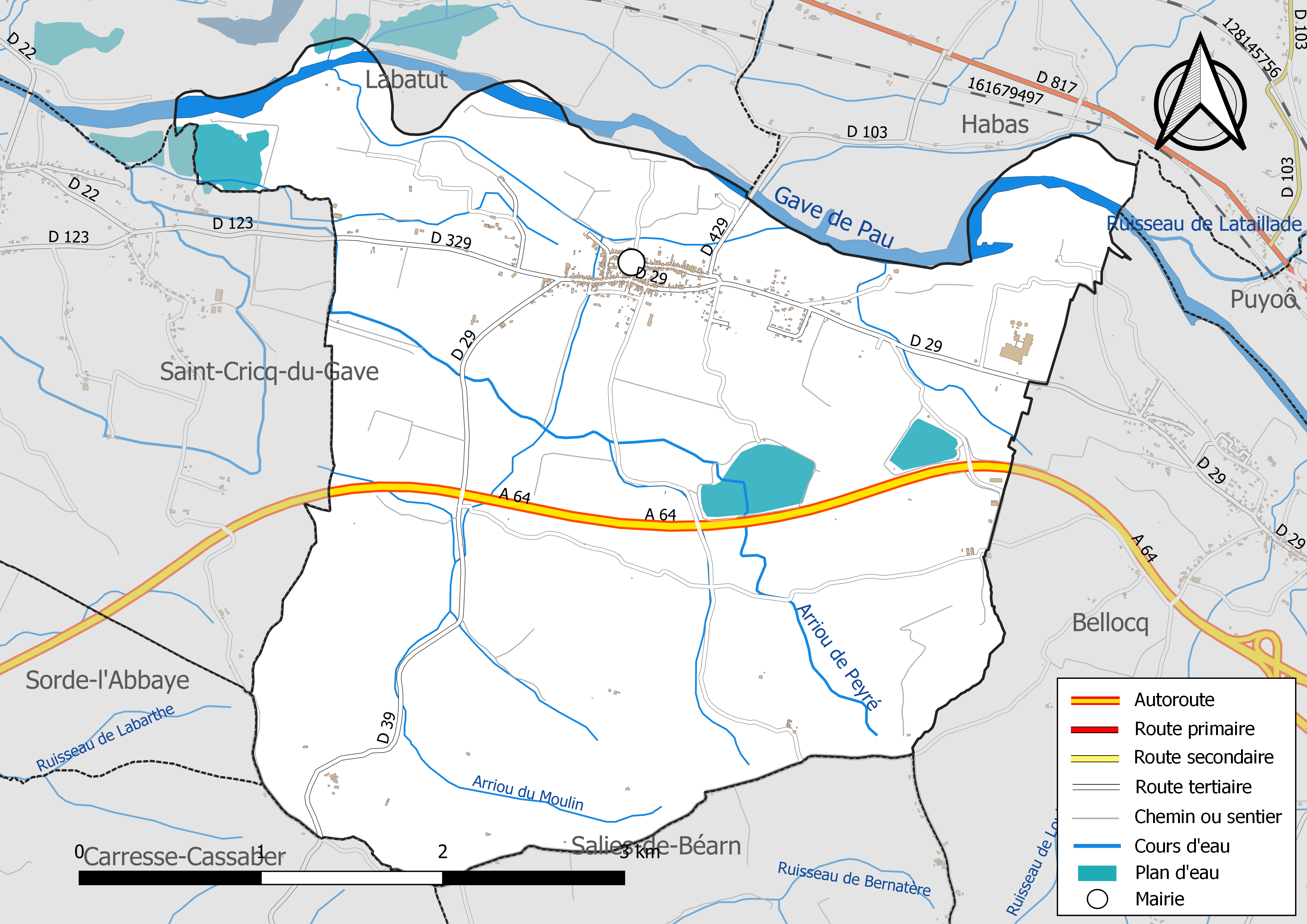
Réseaux hydrographique et routier de Lahontan.

La commune est drainée par le gave de Pau, l’Arriou de Peyré, l’Arriou du Moulin et par divers petits cours d'eau, constituant un réseau hydrographique de 23 km de longueur totale,.
Le gave de Pau, d'une longueur totale de 192,8 km, prend sa source dans la commune de Gavarnie-Gèdre et s'écoule du sud-est vers le nord-ouest. Il traverse la commune et se jette dans l'Adour à Saint-Laurent-de-Gosse, après avoir traversé 88 communes.

### Climat
Pour des articles plus généraux, voir Climat de la Nouvelle-Aquitaine et Climat des Pyrénées-Atlantiques.
Historiquement, la commune est exposée à un micro climat océanique basque.
En 2020, Météo-France publie une typologie des climats de la France métropolitaine dans laquelle la commune est dans une zone de transition entre le climat océanique et le climat de montagne et est dans la région climatique Pyrénées atlantiques, caractérisée par une pluviométrie élevée (>1 200 mm/an) en toutes saisons, des hivers très doux (7,5 °C en plaine) et des vents faibles.
Pour la période 1971-2000, la température annuelle moyenne est de 13,8 °C, avec une amplitude thermique annuelle de 13,9 °C. Le cumul annuel moyen de précipitations est de 1 250 mm, avec 12,1 jours de précipitations en janvier et 7,9 jours en juillet. Pour la période 1991-2020, la température moyenne annuelle observée sur la station météorologique la plus proche, située sur la commune de Bidache à 15 km à vol d'oiseau, est de 14,5 °C et le cumul annuel moyen de précipitations est de 1 455,6 mm,. Pour l'avenir, les paramètres climatiques de la commune estimés pour 2050 selon différents scénarios d’émission de gaz à effet de serre sont consultables sur un site dédié publié par Météo-France en novembre 2022.

### Paysages

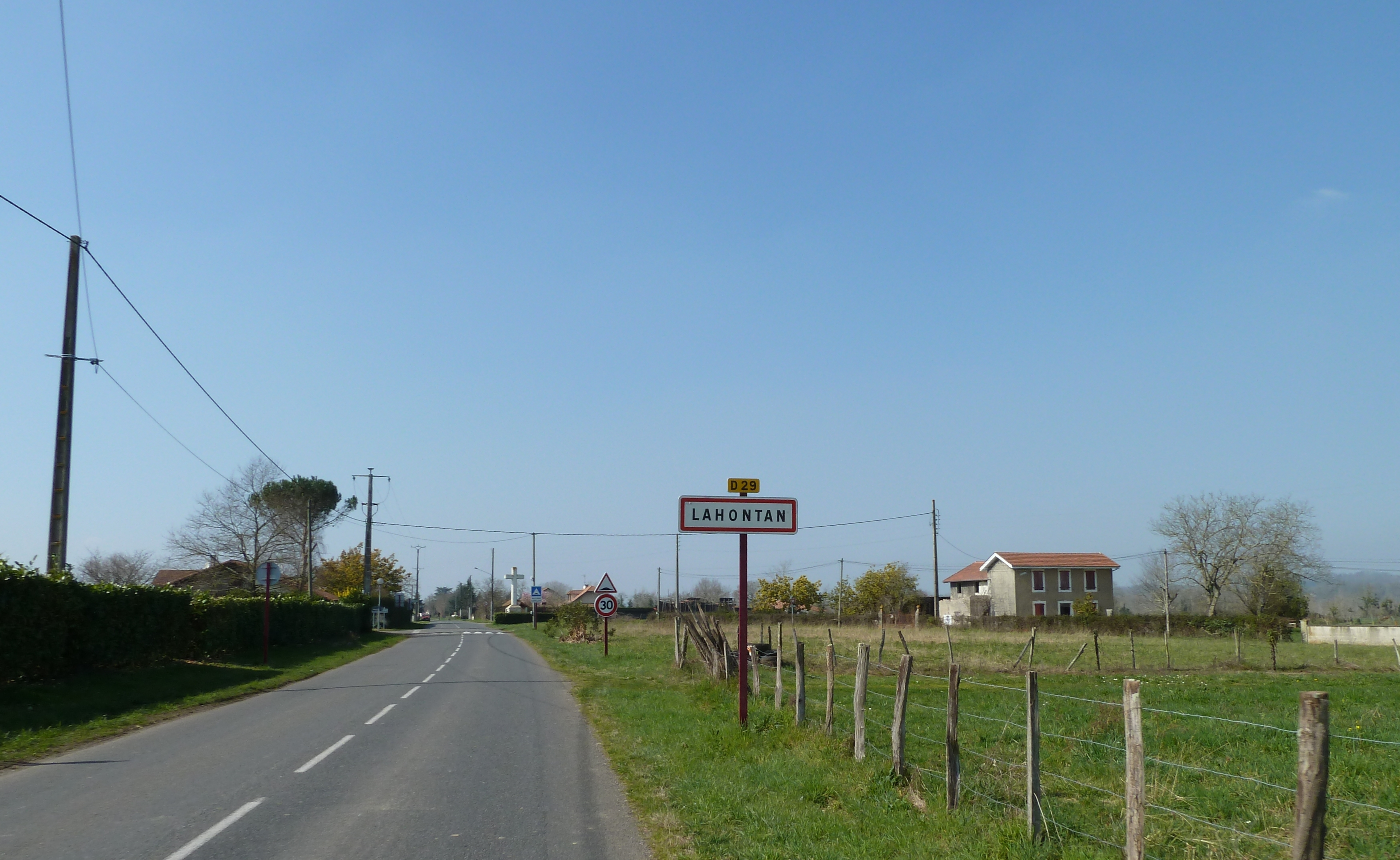
Entrée dans Lahontan.
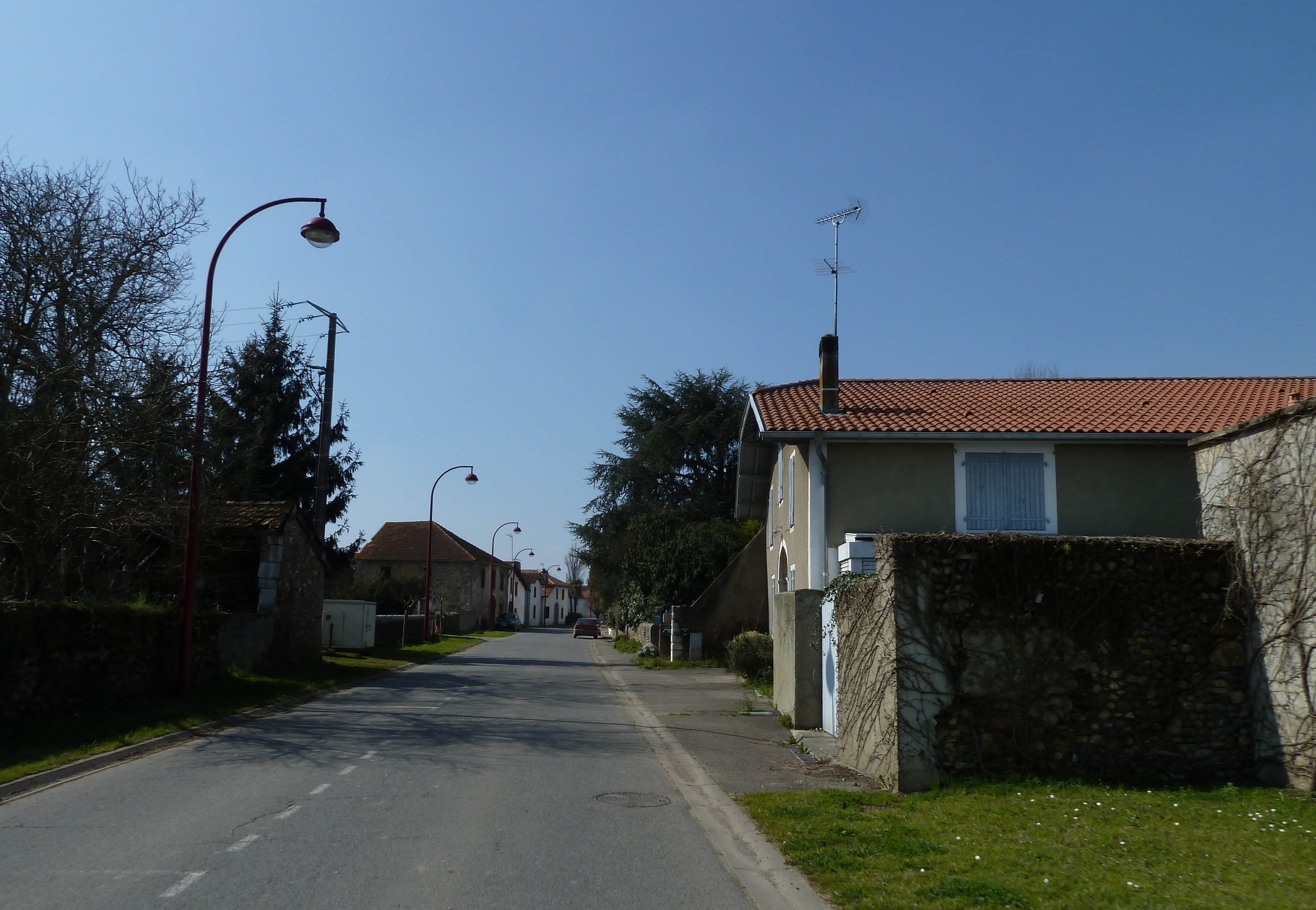
Lahontan, le bourg.
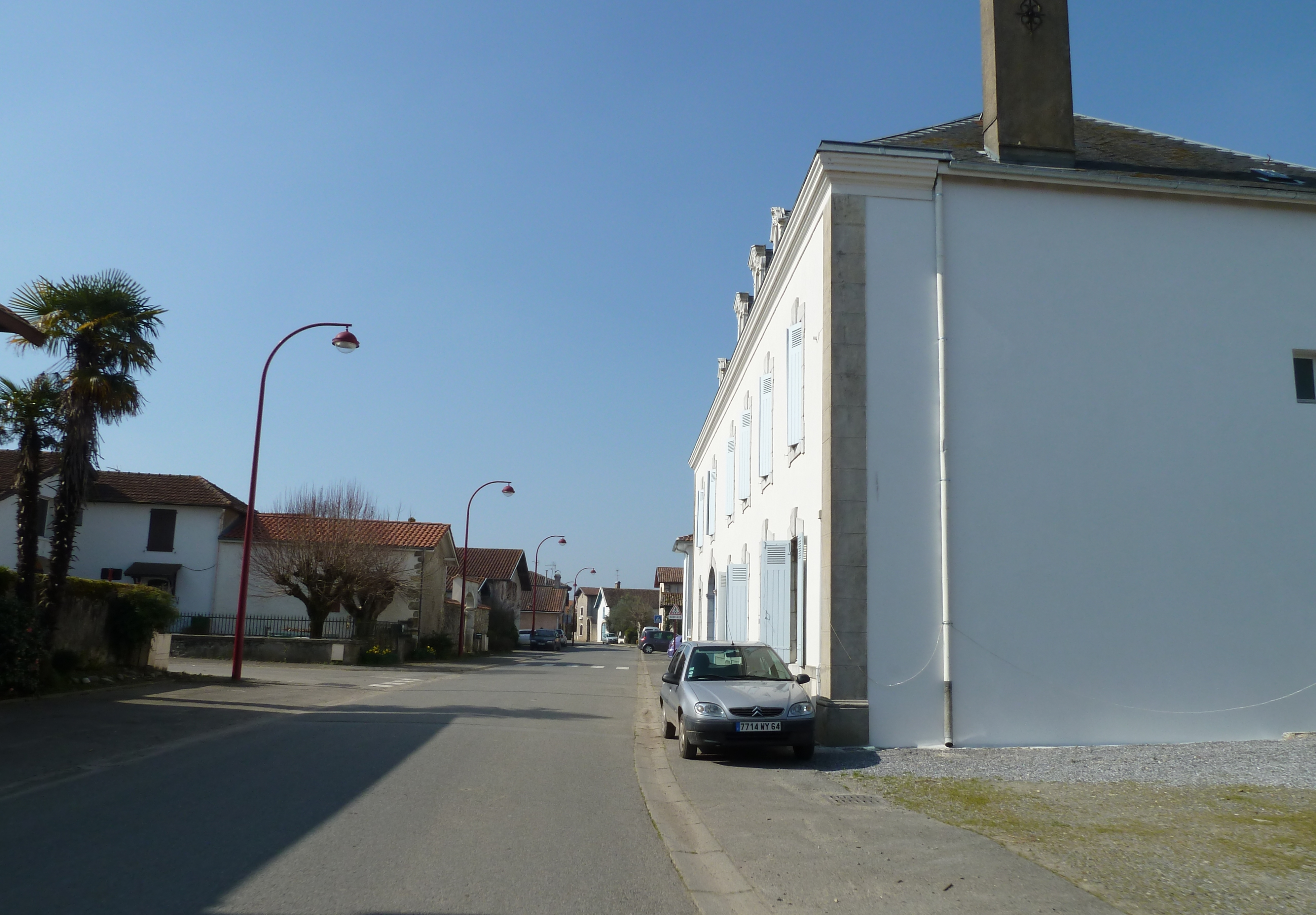
Autre vue du bourg.

### Milieux naturels et biodiversité

#### Réseau Natura 2000
Le réseau Natura 2000 est un réseau écologique européen de sites naturels d'intérêt écologique élaboré à partir des Directives « Habitats » et « Oiseaux », constitué de zones spéciales de conservation (ZSC) et de zones de protection spéciale (ZPS).
Un site Natura 2000 a été défini sur la commune au titre de la « directive Habitats » : le « gave de Pau », d'une superficie de 8 194 ha, un vaste réseau hydrographique avec un système de saligues encore vivace,.

#### Zones naturelles d'intérêt écologique, faunistique et floristique
L’inventaire des zones naturelles d'intérêt écologique, faunistique et floristique (ZNIEFF) a pour objectif de réaliser une couverture des zones les plus intéressantes sur le plan écologique, essentiellement dans la perspective d’améliorer la connaissance du patrimoine naturel national et de fournir aux différents décideurs un outil d’aide à la prise en compte de l’environnement dans l’aménagement du territoire.
Une ZNIEFF de type 2 est recensée sur la commune, : 
le « réseau hydrographique du gave de Pau et ses annexes hydrauliques » (3 000,84 ha), couvrant 71 communes dont 10 dans les Landes, 59 dans les Pyrénées-Atlantiques et 2 dans les Hautes-Pyrénées.

## Urbanisme

### Typologie
Au 1er janvier 2024, Lahontan est catégorisée commune rurale à habitat dispersé, selon la nouvelle grille communale de densité à sept niveaux définie par l'Insee en 2022.
Elle est située hors unité urbaine et hors attraction des villes,.

### Occupation des sols

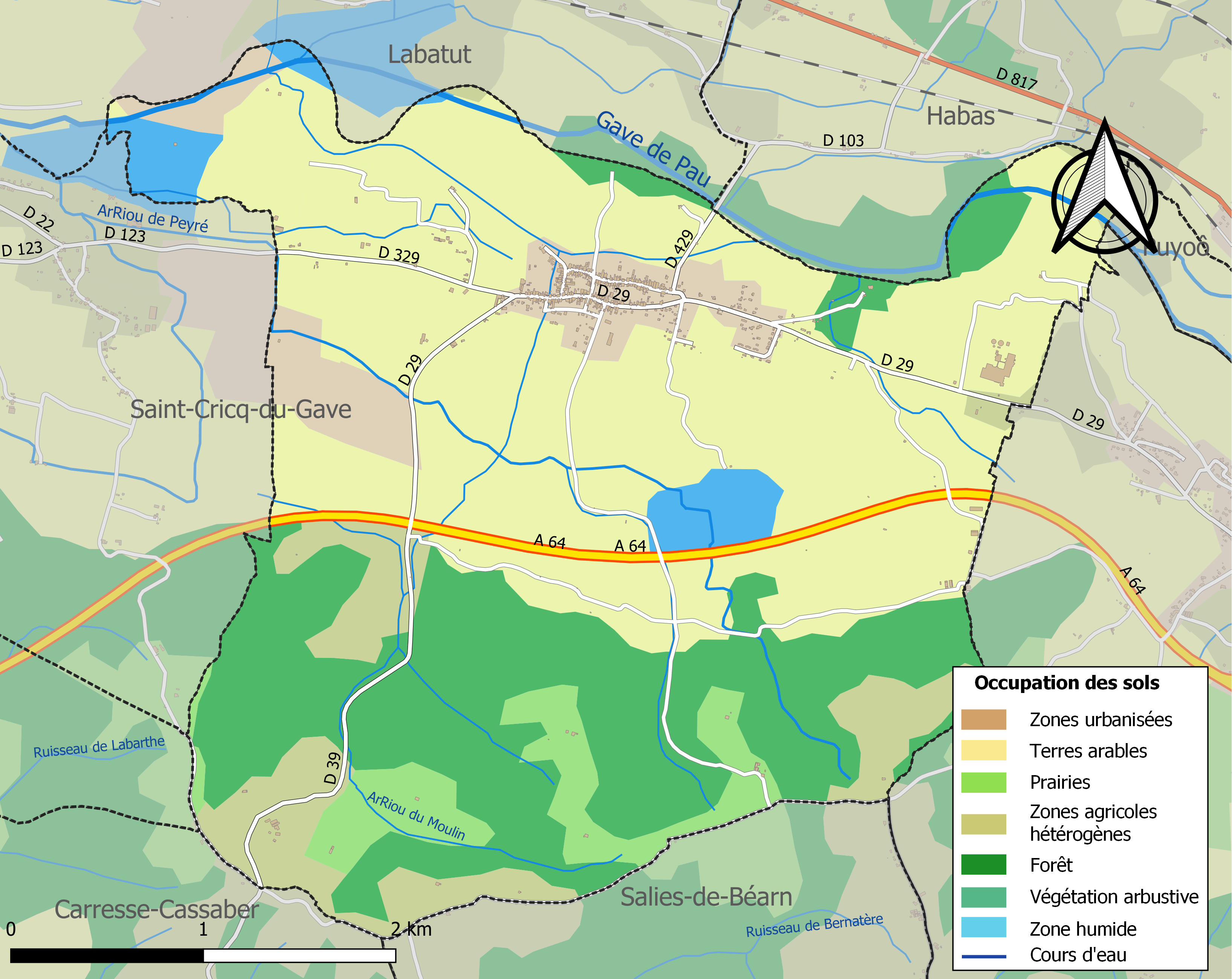
Carte des infrastructures et de l'occupation des sols de la commune en 2018 (CLC).

L'occupation des sols de la commune, telle qu'elle ressort de la base de données européenne d’occupation biophysique des sols Corine Land Cover (CLC), est marquée par l'importance des territoires agricoles (63,4 % en 2018), en diminution par rapport à 1990 (65,7 %). La répartition détaillée en 2018 est la suivante : 
terres arables (40,1 %), forêts (26,6 %), cultures permanentes (9 %), zones agricoles hétérogènes (8,8 %), prairies (5,4 %), zones urbanisées (3,6 %), eaux continentales (3,3 %), mines, décharges et chantiers (3,2 %). L'évolution de l’occupation des sols de la commune et de ses infrastructures peut être observée sur les différentes représentations cartographiques du territoire : la carte de Cassini (XVIIIe siècle), la carte d'état-major (1820-1866) et les cartes ou photos aériennes de l'IGN pour la période actuelle (1950 à aujourd'hui).

### Hameaux et lieux-dits
- Abet (lieu d'origine du village et sanctuaire à la vierge depuis 1469) ;
- Crouts de Peyre ;
- Loumé ;
- Lous Artigaus ;
- Arnaubaigt ;
- Pedamous ;
- Hachenx (l'armée protestante de Gabriel de Montgomery y fut arrêtée à coup de hache d'où le nom du lieu-dit)[réf. nécessaire] ;
- La Ribère Basse.

### Voies de communication et transports
La commune est desservie par les routes départementales 29 et 329+ autoroute A64 sortie 7.

### Risques majeurs
Le territoire de la commune de Lahontan est vulnérable à différents aléas naturels : météorologiques (tempête, orage, neige, grand froid, canicule ou sécheresse), inondations et séisme (sismicité modérée). Il est également exposé à un risque technologique, le transport de matières dangereuses. Un site publié par le BRGM permet d'évaluer simplement et rapidement les risques d'un bien localisé soit par son adresse soit par le numéro de sa parcelle.

#### Risques naturels
Certaines parties du territoire communal sont susceptibles d’être affectées par le risque d’inondation par une crue à  débordement lent de cours d'eau, notamment le gave de Pau. La commune a été reconnue en état de catastrophe naturelle au titre des dommages causés par les inondations et coulées de boue survenues en 1982, 1983, 1998, 2009, 2013 et 2018,.

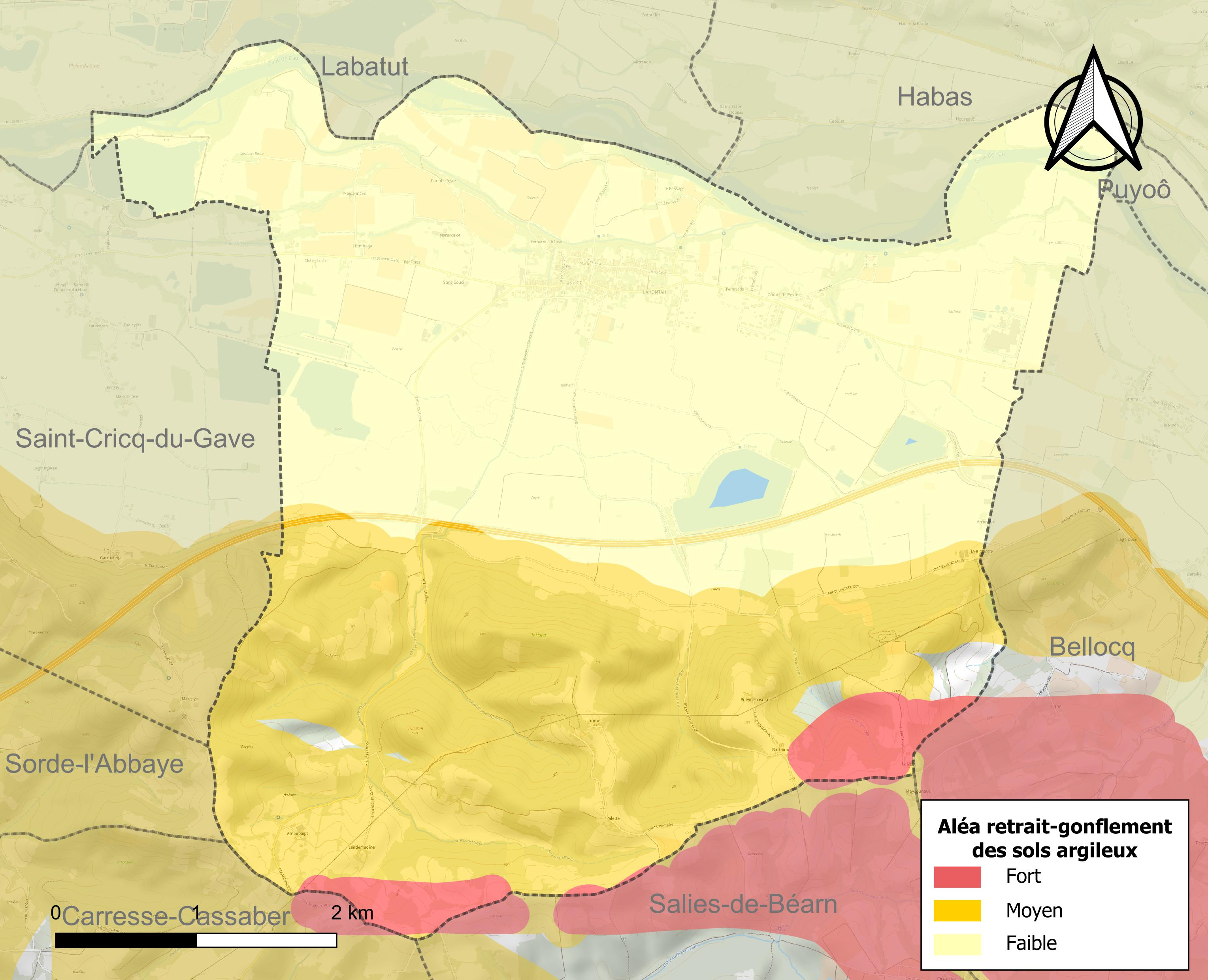
Carte des zones d'aléa retrait-gonflement des sols argileux de Lahontan.

Le retrait-gonflement des sols argileux est susceptible d'engendrer des dommages importants aux bâtiments en cas d’alternance de périodes de sécheresse et de pluie. 39,5 % de la superficie communale est en aléa moyen ou fort (59 % au niveau départemental et 48,5 % au niveau national). Depuis le 1er octobre 2020, en application de la loi ELAN, différentes contraintes s'imposent aux vendeurs, maîtres d'ouvrages ou constructeurs de biens situés dans une zone classée en aléa moyen ou fort,.
Concernant les mouvements de terrains, la commune a été reconnue en état de catastrophe naturelle au titre des dommages causés par la sécheresse en 2003 et par des mouvements de terrain en 2013.

## Toponymie

### Attestations anciennes
Le toponyme Lahontan apparaît sous les formes 
Lafontaa (XIIIe siècle, fors de Béarn), 
Larfontan (XIIIe siècle, cartulaire de Bayonne), 
Larfontaa (vers 1360, titres de Came), 
Lafontan (1538, réformation de Béarn) et 
Beata Maria de Lahuntan (1689, collations du diocèse de Bayonne).

### Autres toponymes
Le toponyme Abet, village détruit de la commune, apparaît sous la forme Nostre-Done de Dabet (1472, notaires de Labastide-Villefranche).

### Graphie béarnaise
Son nom béarnais est Lahontan ou Lahountâ.

## Histoire
Paul Raymond note que Lahontan dépendait de l'archiprêtré de Rivière-Gave, nom d'un archiprêtré du diocèse de Dax qui tirait son nom du gave de Pau.

## Politique et administration

### Situation administrative
Lahontan a fait partie de l'arrondissement de Pau jusqu'au 30 décembre 2016. À cette date, elle appartient désormais à celui d'Oloron-Sainte-Marie.

### Liste des maires
| Période                                  | Période  | Identité           | Étiquette | Qualité |
| ---------------------------------------- | -------- | ------------------ | --------- | ------- |
| Les données manquantes sont à compléter. |          |                    |           |         |
| 1995                                     | 2008     | Bernard Boileau    |           |         |
| 2008                                     | 2014     | Christian Chauveau |           |         |
| 2014                                     | En cours | Patrice Lalanne    |           |         |

### Intercommunalité
Lahontan fait partie de cinq structures intercommunales :
- la Communauté de communes du Béarn des Gaves ;
- le syndicat d’énergie des Pyrénées-Atlantiques ;
- le syndicat intercommunal d’alimentation en eau potable du Saleys et des gaves ;
- le syndicat intercommunal de défense contre les inondations du gave de Pau ;
- le syndicat intercommunal des gaves et du Saleys.

## Population et société

### Démographie
L'évolution du nombre d'habitants est connue à travers les recensements de la population effectués dans la commune depuis 1793. Pour les communes de moins de 10 000 habitants, une enquête de recensement portant sur toute la population est réalisée tous les cinq ans, les populations de référence des années intermédiaires étant quant à elles estimées par interpolation ou extrapolation. Pour la commune, le premier recensement exhaustif entrant dans le cadre du nouveau dispositif a été réalisé en 2007.

En 2022, la commune comptait 531 habitants, en évolution de +5,36 % par rapport à 2016 (Pyrénées-Atlantiques : +3,78 %, France hors Mayotte : +2,11 %).
| 1793 | 1800 | 1806  | 1821  | 1831  | 1836  | 1841  | 1846  | 1851  |
| ---- | ---- | ----- | ----- | ----- | ----- | ----- | ----- | ----- |
| 939  | 884  | 1 100 | 1 275 | 1 219 | 1 270 | 1 280 | 1 266 | 1 235 |

| 1856  | 1861  | 1866  | 1872  | 1876  | 1881  | 1886  | 1891  | 1896 |
| ----- | ----- | ----- | ----- | ----- | ----- | ----- | ----- | ---- |
| 1 130 | 1 174 | 1 173 | 1 075 | 1 122 | 1 106 | 1 085 | 1 041 | 977  |

| 1901 | 1906 | 1911 | 1921 | 1926 | 1931 | 1936 | 1946 | 1954 |
| ---- | ---- | ---- | ---- | ---- | ---- | ---- | ---- | ---- |
| 914  | 917  | 840  | 749  | 716  | 636  | 618  | 578  | 531  |

| 1962 | 1968 | 1975 | 1982 | 1990 | 1999 | 2006 | 2007 | 2012 |
| ---- | ---- | ---- | ---- | ---- | ---- | ---- | ---- | ---- |
| 531  | 513  | 511  | 418  | 463  | 398  | 450  | 457  | 478  |

| 2017 | 2022 | - | - | - | - | - | - | - |
| ---- | ---- | - | - | - | - | - | - | - |
| 514  | 531  | - | - | - | - | - | - | - |

## Économie
La commune fait partie de la zone d'appellation d'origine contrôlée (AOC) du Béarn. Depuis 1991, l'AOC béarn-bellocq est attribuée aux vins récoltés sur les communes de Bellocq, Lahontan, Orthez et Salies-de-Béarn.
Lahontan fait également partiellement partie de la zone d'appellation de l'ossau-iraty.

## Culture et patrimoine
Les « jambons de Lahontan » étaient, au XVIIe siècle, les plus réputés des « jambons bayonnais ».

### Patrimoine religieux
La chapelle Notre-Dame-d'Abet date partiellement du XIIe siècle. L'église Sainte-Marie-Madeleine fut modifiée, quant à elle, au XIXe siècle, c'était la chapelle du château attenant ancien fief de Michel Equeyme de Montaigne et de Louis-Armand de Lom d'Arce baron de Lahontan et aventurier ayant fortement contribué au mythe du bon sauvage.
On trouve dans la chapelle Notre-Dame-d'Abet une statue représentant une Vierge à l'Enfant du XVIe siècle, ainsi qu'une croix de procession du XVe siècle.

## Équipements

### Enseignement
Lahontan dispose d'une école maternelle et primaire.

## Personnalités liées à la commune
- Michel de Montaigne, seigneur de Lahontan, écrivain.
- Louis-Armand de Lom d'Arce, baron de Lahontan (1666-1716), est un officier de l'armée française, explorateur et ethnographe célèbre pour ses livres rendant compte de ses observations au Canada du temps de la Nouvelle-France[45].
- Charles-Auguste Le Quien de Laneufville, né en 1727 à Lahontan et mort en 1895 à Cenon, prélat français, évêque de Dax.
- Gilbert-Julian Vinot, né le 17 juillet 1772 à Soissons, dans l'Aisne, et mort le 6 juin 1838 à Lahontan, général français du Premier Empire.
- François Lafourcade (1881-1917), natif de Lahontan, coureur cycliste ayant participé à sept Tour de France.